# Sands (Hotel)
Das Sands war ein US-amerikanisches Hotel in Paradise. Es wurde am 15. Dezember 1952 als siebtes Hotel am Las Vegas Strip eröffnet. Wie das benachbarte Desert Inn gehörte es in den 1960er Jahren dem Industriellen Howard Hughes. Am 30. Juni 1996 wurde das Sands geschlossen und am 26. November desselben Jahres gesprengt. Auf der Fläche entstand das Venetian Resort Hotel.
Zu den Größen aus der Musikwelt, die hier auftraten, gehören Dean Martin, Sammy Davis, Jr. und Frank Sinatra, der dort seine Show Sinatra at the Sands gab. Die drei wohnten wie auch die anderen Mitglieder des Rat Pack in dem Hotel, als die 1960er Version von Ocean’s Eleven gedreht wurde.